# Exoma medogensis
Exoma medogensis är en insektsart som beskrevs av Chou och Lu 1981. Exoma medogensis ingår i släktet Exoma och familjen Flatidae. Inga underarter finns listade i Catalogue of Life.